# رازبورای درخشان
رازبورای درخشان GlowLight rasbora با نام علمی (Trigonostigma hengeli)، گونه ای ماهی آب شیرین از کپورماهیان است که بعلت شباهت ظاهری و رفتاری معمولاً با راسبورای رنگی‌پوش (دلقک) اشتباه گرفته می‌شود. این ماهی بنام رازبورای نورافکن نیز شناخته می‌شود.
رازبورای درخشان یک ماهی صلح جو، پر جنب و جوش و اجتماعی است. این ماهی رنگ بسیار درخشانی دارد. به خصوص این ویژگی در ماهی نر برجسته تر است.
رازبورای درخشان به آکواریومی همراه با گیاه و فضای فراوان برای شنا نیاز دارد. بهتر است که این ماهی در کنار سایر ماهی‌های صلح جوی کوچک نگهداری شود. دمای ۲۲ تا ۲۶ درجهٔ سانتی گراد و پی هاش ۶ تا ۵/۷ برای این ماهی مناسب است.
متأسفانه اطلاعاتی در مورد تکثیر و جفتگیری این ماهی در دست نیست.
رازبورای درخشان را می‌توان با انواع غذاهای خشک و کرم خونی خشک یا منجمد تغذیه نمود.
این ماهی با ماهی‌هایی همچون دیسکس، آنجل، گوپی، پلاتی، مولی، دم شمشیری، انواع تترا، گورامی‌ها، دانیوها و انواع لوچ‌ها سازگاری دارد.